# Guldbröstad tigerfink
Guldbröstad tigerfink (Amandava subflava) är en fågel i familjen astrilder inom ordningen tättingar. Den förekommer i Afrika söder om Sahara samt i västra Jemen dit den troligen är införd. IUCN kategoriserar den som livskraftig.

## Utseende och läten
Guldbröstad tigerfink är en mycket liten (9 cm) färgglad och kortstjärtad astrild med orange övergump och röd näbb. Undersidan är orangegul med karakteristiska olivfärgade flankstreck. Honan är blekare under, medan underfågeln har mörk näbb och saknar flankstrecken. Lätet är ett klingande zink zink zink, eller vid uppflog trip trip.

## Utbredning och systematik
Gulbröstad tigerfink delas upp i två underarter med följande utbredning:
- Amandava subflava subflava – förekommer från sydvästligaste Mauretanien och Senegal söderut till Liberia och österut till västra Sudan, Sydsudan, Etiopien, nordöstra Demokratiska republiken Kongo, Uganda, Kenya och nordvästra Tanzania; dessutom västra Jemen dit den troligen är införd[5]
- Amandava subflava clarkei – förekommer från Gabon och västra Angola till Kenya, Tanzania och Sydafrika.

### Släktestillhörighet
Guldbröstad tigerfink placerades tidigare ofta i släktet Sporaeginthus. Numera förs den dock vanligen till Amandava, tillsammans med grön och röd tigerfink.

## Levnadssätt
Guldbröstad tigerfink är en vanlig fågel som ofta ses i stora flockar. Fågeln förekommer i öppna gräsmarker, våtmarker och gräsrika skogslandskap nära vatten. Den lever av gräsfrön.

## Status och hot
Arten har ett stort utbredningsområde och en stor population med stabil utveckling och tros inte vara utsatt för något substantiellt hot. Utifrån dessa kriterier kategoriserar internationella naturvårdsunionen IUCN arten som livskraftig (LC). Världspopulationen har inte uppskattats men den beskrivs som ovanlig generellt och lokalt eller säsongsmässigt vanlig.

## Namn
Fågeln har på svenska tidigare kallats guldbröstad astrild.